# Mangodara
Mangodara là một tổng thuộc  Comoé (tỉnh) ở phía nam Burkina Faso. Thủ phủ là thị xã Mangodara. Theo điều tra dân số năm 1996, tổng này có tổng dân số 44.444 người..

## Các thị xã và làng xã
- Mangodara	(5 000 dân) (thủ phủ)
- Banakelesso	(197 dân)
- Bondokoro-Dioula	(163 dân)
- Bondokoro-Dogosse	(1 172 dân)
- Bounouba	(1 191 dân)
- Dabokiri	(99 dân)
- Dandougou	(1 269 dân)
- Diaradougou	(1 548 dân)
- Diarakorosso	(1 572 dân)
- Diaya	(960 dân)
- Diomanidougou	(239 dân)
- Farakorosso	(3 215 dân)
- Ganso	(756 dân)
- Gnaminadougou	(227 dân)
- Gontiedougou	(1 499 dân)
- Kando	(141 dân)
- Koflande	(2 828 dân)
- Larabin	(584 dân)
- Linguekoro	(1 177 dân)
- Logogniegue	(1 140 dân)
- Madiasso	(3 246 dân)
- Massade – Yirikoro	(348 dân)
- Mouroukoudougou	(704 dân)
- Niamango	(544 dân)
- Niambrigo	(964 dân)
- Nerekorosso	(285 dân)
- Noumoutiedougou	(2 625 dân)
- Sakedougou	(119 dân)
- Sirakoro	(804 dân)
- Sokoura I	(1 220 dân)
- Sokoura II	(1 611 dân)
- Tiebata	(949 dân)
- Tomikorosso	(464 dân)
- Torandougou	(1 449 dân)
- Touroukoro	(4 135 dân)